# Viktor von Brasch

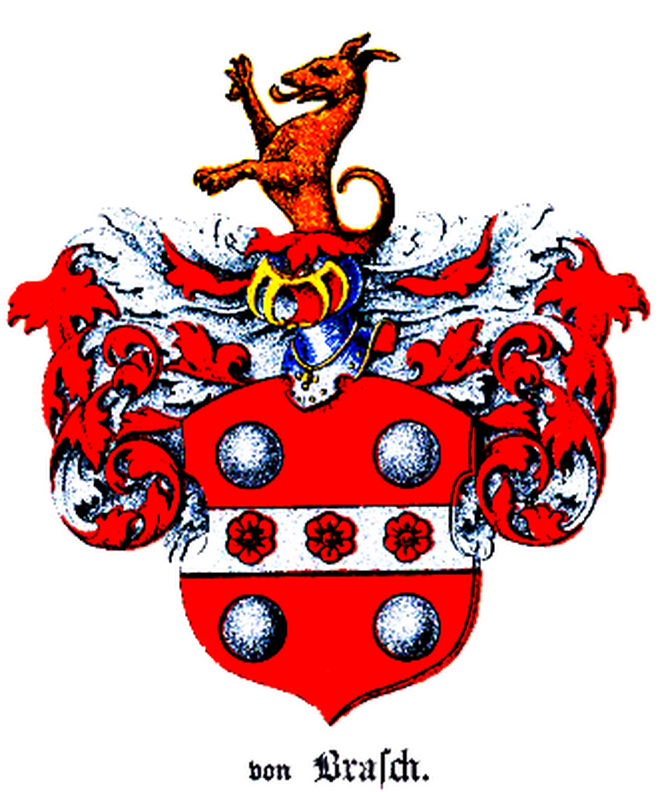
Wappen der Adelsfamilie von Brasch

Victor Ernst Arthur von Brasch (* 14. Juli 1850 in Ropkoy, Kreis Dorpat; † 20. Mai 1877 in Sankt Petersburg) war ein Nationalökonom und stammte aus dem deutsch-baltischen Adelsgeschlecht von Brasch.

## Werdegang
Von 1860 bis 1867 besuchte Victor das Gymnasium in Dorpat, aus gesundheitlichen Gründen hielt er sich danach in der Schweiz auf. In den Jahren von 1870 bis 1874 studierte er Volkswirtschaft an den Universitäten Berlin, Heidelberg und Leipzig. Er promovierte nach seinem Studium zum Dr. oec. pol., sein Arbeitsschwerpunkt war der Entwurf einer allgemeinen Theorie des Finanzwesens der Gemeinden. Hierüber veröffentlichte er sein Werk „Die Gemeinde und ihr Finanzwesen in Frankreich“. 1875 wurde er zum stellvertretenden Ordnungsrichter in Dorpat bestellt. Politisch trat er für die Annäherung der Ostseeprovinzen an das Russische Kaiserreich ein und hielt sich längere Zeit in Sankt Petersburg auf. Er unterstützte seinen Vater bei der Verwaltung der Güter, war als Komponist aktiv und sammelte in kürzester Zeit über 1200 Handschriften und Bücher.

## Herkunft und Familie
Victor Ernst stammte aus der deutsch-baltischen Adelsfamilie von Brasch. Sein Vater war Leonhard Karl Gustav von Brasch (1811–1867), Herr auf Ropkoy, Renningshof und Hohensee in Livland. Er war mit Ida Anna von Richter (1818–1902) verheiratet. Der Landrat Arved Konrad  von Brasch (1847–1899) war sein Bruder und Konrad August von Brasch (1820–1884) war sein Onkel väterlicherseits. Victor war ledig und starb im 28. Lebensjahr in Sankt Petersburg.